# Сражение при Эль-Обейде
Сражение при Эль-Обейде или Сражение при Шейкане (англ. Battle of Shaykan) — битва  3—5 ноября 1883 года между англо-египетскими силами под командованием Уильяма Хикса (Хикс-паши) и махдистскими войсками Мухаммеда Ахмеда (Махди) на равнине недалеко от города Эль-Обейд.

## Предыстория
В 1881 году махдистские повстанцы начали формировать новые отряды в Кордофане и Дарфуре. Египетские власти отправили около 4000 солдат для вытеснения повстанцев из региона, но они попали в засаду недалеко от Эль-Обейда и были уничтожены. Силы Махди стремительно множились, и в 1883 году британские источники оценивали их в 200 000 человек, хотя эта цифра почти наверняка была завышена.
Египетский губернатор Рауф-паша решил, что единственным решением назревающего кризиса является силовое подавление восстания, и, вопреки советам своих британских помощников, начал формировать армию. Он нанял ряд европейских офицеров и поставил их под командование Уильяма «Билли» Хикса, отставного британского полковника, имевшего опыт боев в Индии и Абиссинии. Силы Хикса состояли в основном из египетских солдат, освобождённых из тюрем после восстания Ораби-паши. Эти солдаты фактически были высланы в Судан и, соответственно, не проявляли усердия в военной службе. Отряды Хикса изначально базировались у Хартума. 29 апреля они обнаружили небольшие группы махдистов рядом с фортом Кава, на Ниле, и без особых проблем разгромили их. Похожие стычки случались в течение ближайших нескольких недель.
Позже в течение лета 1883 года египетское командование узнало, что сам Махди осаждает Эль-Обейд, небольшой городок, занятый египтянами несколько лет назад и на тот момент являвшийся столицей Кордофана. Рауф-паша решил защитить город и, несмотря на нежелание Хикса, приказал армии выдвигаться в 200-мильную экспедицию на Эль-Обейд.

## Перед сражением
Кордофанская экспедиция была составлена из примерно 8000 египетских солдат, 1000 башибузукских кавалеристов, 100 племенных нерегулярных бойцов и 2000 ополченцев. Они везли за собой огромный обоз на 5000 верблюдов, из расчета на 50 дней пути, а также не менее десяти пушек, четыре полевых орудия Круппа и шесть митральез системы Норденфельдта (Nordenfeldt). К началу экспедиции Эль-Обейд уже пал, но операция была продолжена с целью выручить отряды Шлатин-бея, губернатора Дарфура. Армия Хикса являла собой, по словам Уинстона Черчилля, «возможно, худшую армию, которая когда-либо шла на войну» — не оплачиваемая, неподготовленная, недисциплинированная, её солдаты имели больше общего со своими врагами, чем с соотечественниками. Из-за густого терновника и постоянных стычек 3 и 4 ноября марш армии Хикса существенно задержался.

## Ход сражения
Деморализованная, измученная и страдающая от жажды армия Хикса возобновила наступление около 10 часов утра 5 ноября. По ошибке или намеренно, проводники египтян завели их через полтора часа до того участка леса, где ее ждали махдисты. Махдисты покинули свое укрытие и устремились на египтян. Египтян, застигнутых врасплох атакой, охватила паника: боевые порядки распались, и стрелки открыли беспорядочный огонь. Моральный дух войск Хикса пал окончательно, и египтяне начали бежать или сдаваться. Около трети египетских солдат сдались в плен и были позже освобождены, в то время как все офицеры были убиты. Современное оружие (египтяне были вооружены винтовками Ремингтон М1867) и боеприпасы, включая пистолеты, были захвачены махдистами.
Только около 500 египтян смогли спастись и добраться до Хартума. Ни Хикса, ни одного из его старших офицеров среди них не оказалось. Считается, что лишь двум или трем европейцам удалось выжить. Одним из них был художник-иллюстратор Фрэнк Пауэр, который первоначально сопровождал армию, но вернулся в Хартум из-за дизентерии. Также остались в живых иллюстраторы газет «The Daily News» и «Graphic» Эдмунд О’Донован и Фрэнк Визетелли.
После битвы в течение некоторого времени махдисты сделали Эль-Обейд базой своих операций. Их успех добавил смелости лидеру племени хадендоа Осману Динье, который заявил о поддержке восстания на землях побережья Красного моря.